# Christine Major
Christine Major, née le 9 août 1966 à Québec est une artiste visuelle canadienne.

## Biographie
Christine Major a fait ses études universitaires à l’Université d'Ottawa. Elle a un baccalauréat en arts visuels profil atelier et un second avec une spécialisation en théorie et histoire de l’art. Elle a fait sa maîtrise en arts visuels à l’Université du Québec à Montréal (UQAM). Elle a enseigné à Ottawa et elle est désormais professeure à l’Université du Québec à Montréal. C’est une artiste visuelle de la scène contemporaine québécoise depuis la fin des années 1990. Elle a longtemps été représentée par la galerie Donald Browne à Montréal qui a tenu plusieurs de ses expositions solos. Elle a participé à de nombreuses expositions collectives ou personnelles à travers le Canada. Sa production artistique est influencée par Georges Didi-Huberman et ses écrits dont on peut voir plusieurs références dans ses œuvres. Dans sa pratique, Christine Major utilise des images d’archive, des médias, d’internet, d’autres œuvres etc. Elle revisite des images déjà existantes et explore notre relation à ces images sources. Un thème persistant dans sa production est la relation de pouvoir autant envers la femme que les animaux. Elle exploite également notre rapport aux autres et aux  images. Ses œuvres sont présentes dans plusieurs collections canadiennes et québécoise comme le Musée des beaux-arts de Montréal, le Musée national des beaux-arts du Québec et dans les collections de la Caisse de dépôt et placement du Québec et la Collection Hydro-Québec.

## Expositions

### Expositions collectives
- 2016 : Elles Aujourd'hui, Musée des beaux-arts de Montréal, 8 octobre 2015 - 7 août 2016, Montréal, Québec
- 2008 : Manif d'art 4 – La biennale d'art de Québec, 1er mai au 15 juin 2008
- 2007 : Rétrospective 1982-2006, Symposium international d’art contemporain de Baie Saint-Paul, Centre d’exposition de Baie Saint-Paul, 2 juin – 30 septembre 2007, Baie Saint-Paul, Québec
- 2006 : Réingénierie du monde, Maison de la culture du Plateau-Mont-Royal, Montréal, Québec. Commissaire : Éric Ladouceur.
- 2004 : Ils causent des systèmes, Acquisitions récentes en art actuel, Musée national des beaux-arts du Québec, Québec   Commissaire: Anne-Marie Ninacs.
- 2004 : Eaux vives – Regards croisés, Maison de la culture Marie-Uguay, Montréal.
- 2003 : Vous êtes ici !, œuvres récentes des artistes du Symposium 2003, Le Centre d’exposition de Baie  Saint-Paul, Baie-Saint-Paul, Québec. Commissaire : Gaston St-Pierre.
- 2002 : La collection Prêts d’œuvres d'art du Musée national des beaux-arts du Québec, Québec.
- 2001 : Des nouvelles de Tchekhov, Plein Sud et le Théâtre Opsis, Longueuil, Québec. Commissaire : Bernard Lamarche
- La collection Prêt d’œuvres d'art du Musée national des beaux-arts du Québec, Québec.
- 1999 : Les Peintures, Galerie René Blouin, Édifice Belgo, Montréal, Québec.
- 1998 : La collection Prêt d’œuvres d’art du Musée national des beaux-arts du Québec, Québec.
- 1997 : Blaast, Galerie Rochefort, Église Saint-Pierre-Apôtre, Montréal, Québec.
- 1996 : Trans•mission, Galerie La Centrale / Powerhouse, Montréal, Québec.

### Expositions solos
- 2012 : Crash Theory, Galerie Donald Browne, Montréal, Québec[3].
- 2010 : Ninfa moderna, Galerie Donald Browne, Montréal, Québec.
- 2009 : Peintures, Galerie Donald Browne, Montréal, Québec.
- 2008 : Parade, Galerie Donald Browne, Montréal, Québec.
- 2007 : Les jardins d’Éden, Galerie Donald Browne, Montréal, Québec.
- 2006 : Le sens du bois (duo), Centre d’exposition de Mont-Laurier, Mont-Laurier, Québec.
- 2005 : Amener l’eau au moulin (duo), Moulin banal du Trois-Saumons, projet hors les murs du Centre Est-Nord-Est, Saint-Jean-Port-Joli, Québec.
- 2005 : Contact, Esthésio art contemporain, Québec.
- 2005 : Constellation, Centre des migrations, Montmagny, Québec.
- 2004 : Vivarium, Zone Libre-projet 8, Musée des beaux-arts de Montréal.
- 2003 : La disposition, Galerie d’art d’Outremont, Montréal, Québec.
- 2000 :  La mécanique des fluides, Langage Plus, Alma, Québec.
- 1999 : Terreurs intimes, Axe Néo-7 Art contemporain, Hull, Québec.
- 1999 : Terreurs intimes, Galerie La Centrale /Powerhouse, Montréal, Québec.
- 1999 : Les speakerines, Plein Sud, Longueuil, Québec.
- 1998 : La mécanique des fluides, Galerie B-312, Montréal, Québec.
- 1998 : Depth of Field (duo), WARC, Toronto.
- 1997 : Anatomie de la lune, Édifice Belgo, espace 130, Montréal.
- 1996 : Le palais des glaces/The Hall of Mirrors, Galerie La Centrale / Powerhouse Gallery, Montréal, Québec.

#### ExpositionVivarium, 2004
Un vivarium est une cage vitrée pour petits animaux où leur habitat naturel est reproduit. Un vivarium peut également être le lieu qui contient les petites cages (les petits vivariums). Ce dernier permet à une personne d’observer les animaux qui sont en cage. Les animaux représentés dans les toiles de Major sont sauvages (des éléphants, des chiens, des singes et un tigre). Le thème de l’exposition tourne autour de l’isolation et de l’aliénation. La plasticité est un fil conducteur qui unit les œuvres par la couleur et l’empâtement. C’est un procédé qui est également présent dans d’autres séries. Cette série contient une référence au phasme dont Georges Didi-Huberman a parlé dans ses écrits.

#### ExpositionNinfa moderna, 2010
Série dont le titre réfère à Didi-Huberman avec le terme de Ninfa qu’il a utilisé et expliqué dans Ninfa moderna. Essai sur le drapé tombé paru en 2002 chez Gallimard. Major y explore le thème de la survivance et la persistance de certaines images. Il y a un fil conducteur plastique qui est la couleur rouge présente dans toutes les toiles de différentes façons. Major met en relation la poupée Barbie et la nymphe ou Vénus antique, la tragédie avec des cas de violence moderne ou des cas médiatisés comme l’affaire Jaycee Lee Dugard. Les œuvres de cette série traitent du corps féminin affaibli ou étendu et la violence qui leur est fait au quotidien. Les œuvres ont une esthétique du désordre et une palette chromatique vive et saturée.

#### ExpositionElles Aujourd'hui, 2015
Cette exposition au Musée des beaux-arts de Montréal concerne six artistes femmes du Canada en écho au Groupe de Beaver Hall qui était présent sur la scène artistique 100 ans auparavant et exposé au musée en 2015. La commissaire de l’exposition, Marie-Ève Beaupré y a mis en valeur les artistes féminines canadiennes contemporaines suivantes : Marie-Claude Bouthillier, Wanda Koop, Angèle Verret, Carol Wainio, Janet Werner et Christine Major.

## Citation de l'artiste
« En puisant dans l’imagerie de la société de consommation, je veux effacer les frontières par l’entremise d’une combinaison d’images et de manières divergentes de peindre les figures. Nous sommes transformés par les images, et fabriquer des images dépend de la connaissance que nous avons du corps. » - Christine Major